# Tossal de la Llosada
Tossal de la Llosada är en bergstopp i Andorra. Den ligger i den centrala delen av landet. Toppen på Tossal de la Llosada är 2 558 meter över havet. Några skidliftar går upp till toppen.
Den högsta punkten i närheten är Alt del Griu, 2 875 meter över havet, 2,5 kilometer söder om Tossal de la Llosada.
Trakten runt Tossal de la Llosada består i huvudsak av gräsmarker och kala bergstoppar.